# Tücskök
A tücskök (Grylloidea) az egyenesszárnyúak (Orthoptera) rendjébe tartozó tojócsövesek (Ensifera) alrendjének egyik öregcsaládja. Az öregcsaládban négy recens és két kihalt családot különböztetnek meg.